# Macroperipatus geayi
Macroperipatus geayi är en klomaskart som först beskrevs av Eugène Louis Bouvier 1899.  Macroperipatus geayi ingår i släktet Macroperipatus och familjen Peripatidae. Inga underarter finns listade i Catalogue of Life.